# Сосна звичайна — 200 років
Сосна звичайна — 200 років — ботанічна пам'ятка природи місцевого значення. Об'єкт розташований на території Ковельського району Волинської області, на схід від с. Дубечне.
Площа — 0,01 га, статус отриманий у 1972 році. Перебуває у користуванні ДП «Старовижівське ЛГ», Дубечнівське лісництво, кв. 9, вид. 11.
Охороняється окреме дерево сосни звичайної (Pinus sylvestris), віком 245 років, що росте серед лісового масиву.

## Галерея

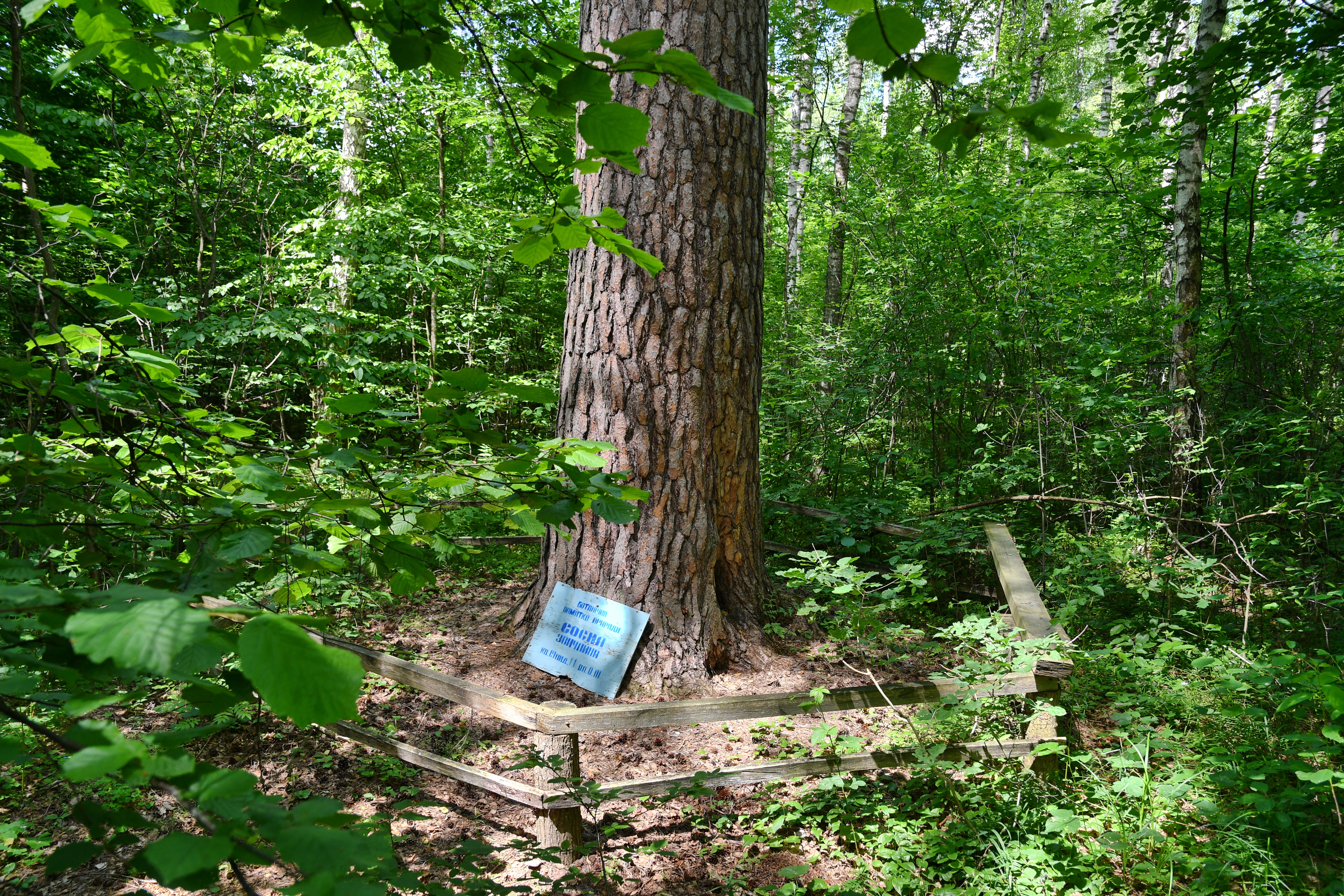
Інформаційна дошка
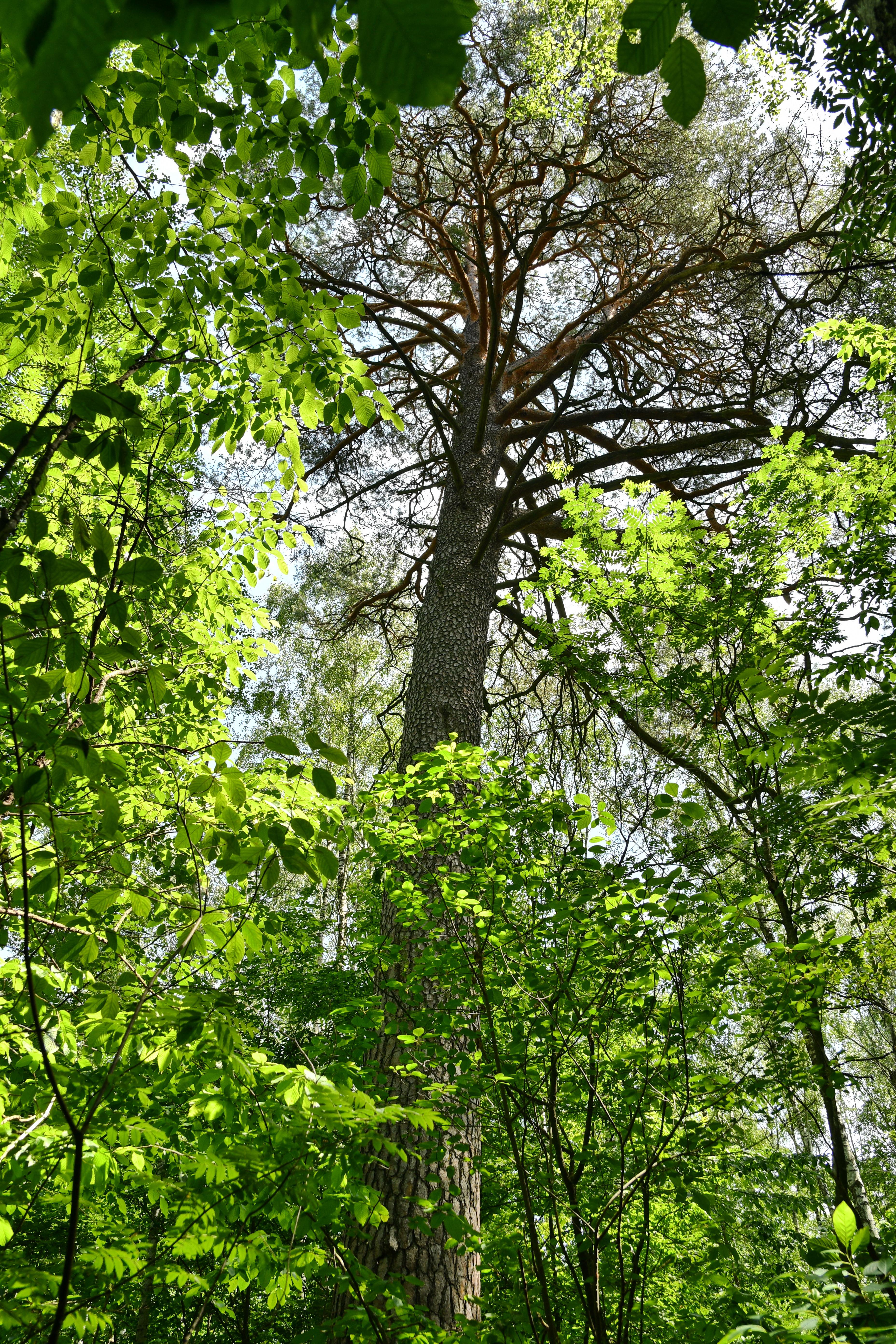
Загальний вигляд
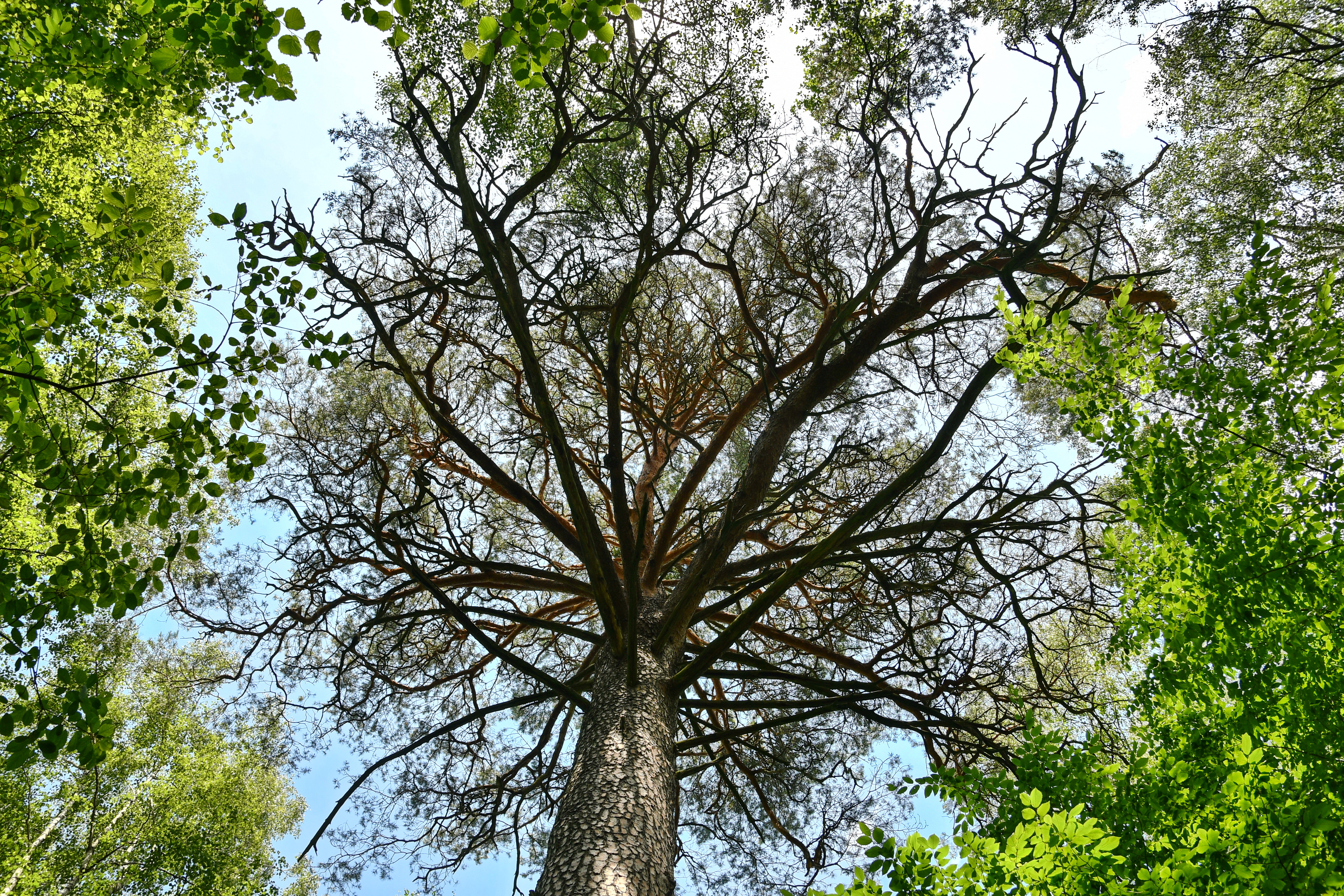
Верх дерева